# Dyre (Adelsgeschlecht)
Die Familie Dyre war ein altes dänisches Adelsgeschlecht.
Das früheste belegte Mitglied soll Offe Dyre gewesen sein, der 1208 erwähnt wird und an der Schlacht bei Lena teilgenommen hat. Das ist aber nicht sicher. Ein weiterer Offe Dyre war an dem Mord an König Erik Klipping beteiligt. Ihr Wappen waren zwei weiße Ochsenhörner in blauem Feld und auf dem Schild. Das Geschlecht lebte in Seeland und Jütland.
Der jütische Zweig der Familie, der allein den Namen Dyre führte, kann auf Jens Lagesen zu Tilsbæk zurückgeführt werden, der zwischen 1406 und 1432 urkundlich erwähnt wird. Von seinem Enkel Iver Clausen zu Sø auf Mors stammt die ältere Linie, die 1718 ausstarb. Er war bischöflicher Lehnsmann auf Aalegaard. Dieser Zweig starb 1718 mit Justizrat Palle Dyre zu Sindinggaard aus. Er war mit Marie Grubbe verheiratet, die vorher mit Ulrik Frederik Gyldenløve verheiratet gewesen war, aber von ihm geschieden wurde. Aber nach zehn Jahren wurde auch diese Ehe geschieden.
Von dem anderen Enkel Vincens Iversen zu Tilsbæk († 1497), der mit Kirsten Tygesdatter Lunge verheiratet war, stammt das reiche jüngere Geschlecht der Lunge. Dieses Geschlecht starb mit Ove Lunge 1637 aus.
Seine Schwester Mette Iversdatter Dyre (um 1460 bis um 1527) war zunächst mit dem norwegischen Reichsrat Anders von Bergen zu Kjølsberg, dann mit Knut Alvsson zu Giske und nach dessen Ermordung 1502 zuletzt mit dem schwedischen Reichsverweser Svante Nilsson Sture zu Eskjö verheiratet. Als dieser 1512 starb, kehrte Mette nach Dänemark zurück und wurde 1516 Priorin im Kloster St. Agnete in Roskilde. Mit ihrem Stiefsohn Sten Sture stritt sie bis an ihr Lebensende um ihren Anteil vom Erbe.